# Jules Gillard
Pour les articles homonymes, voir Gillard.
Jules Gillard, né le 21 décembre 1904 à La Roche et mort le 31 octobre 1983 à Fribourg,, est un coureur cycliste suisse. Il a participé à quatre éditions du Tour de France.

## Palmarès et résultats

### Palmarès par année
- 1928
  - 2e du Circuit des Trois Lacs
- 1929
  - Circuit des Trois Lacs
  - 3e du Circuit du Jura
- 1930
  - Circuit du Jura
  - Circuit Franco-Suisse
- 1931
  - 2e du Circuit Franco-Suisse
  - 2e d'Annemasse-Bellegarde-Annemasse
- 1933
  - 2e du Circuit du Jura
- 1939
  -  Champion de France routier de la F.C.F.[3]

### Résultats sur les grands tours

#### Tour de France
4 participations 
- 1926 : 40e
- 1927 : abandon (4e étape)
- 1928 : abandon (20e étape)
- 1931 : abandon (2e étape)